# Акбайтоган, Али Саит
Али Саит Акбайтоган (1872, Маньяс — 20 марта 1950, Стамбул) — османский и турецкий военный деятель, генерал, политик. Имел черкесское происхождение.

## Биография
Родился в черкесской семье, эмигрировавшей с Кавказа в период Русско-турецкой войны 1877—1878 годов.
В 1896 году окончил военную академию. В 1896 году получил звание 2-го лейтенанта; 1-го лейтенанта в 1897 году, капитана в 1898 году, старшего капитана в 1901 году, майора в 1907 году, подполковника в 1911 году, полковника в 1913 году.
Участвовал в Итало-турецкой, обеих Балканских и Первой мировой войне; во время последней сражался против английских войск на Южноаравийском фронте. В 1915 году получил звание генерал-майора, командовал 39-й дивизией. В 1918 году, находясь на фронте в Йемене и будучи осаждён в Эдеме, был вынужден по итогам заключённого перемирия сдаться англичанам и попал в плен.
В 1919 году — после освобождения из плена — вернулся в Стамбул, где сначала возглавил 12-й стамбульский армейский охранный корпус, а затем был назначен командиром 25-го армейского корпуса.
16 марта 1920 года был арестован оккупировавшими Стамбул англичанами из-за его поддержки Мустафы Кемаля и выслан на Мальту. 31 октября 1921 года был освобождён в соответствии с условиями Лондонского договора и вернулся на родину из мальтийской ссылки 3 ноября 1921 года, после чего принял участие в Войне за независимость Турции. 20 декабря 1921 года возглавил стамбульский следственный комитет по бригаде Эльвие-и Селасе (была сформирована для ведения боевых действий в районе Карс—Батум—Ардаган), 10 августа 1922 года стал председателем высшего военного суда, а 2 сентября 1922 года был назначен заместителем командующего войсками Восточного фронта. Занимался подавлением восстания Ахмета Анзавура в Анатолии. В 1923 году получил звание генерал-лейтенанта. 4 октября 1924 года был назначен командиром 4-го армейского корпуса, а 1 ноября 1924 года — командующим (инспектором) 1-й армией (вступил в должность 13 ноября). В 1927 году получил звание полного генерала. 22 ноября 1933 года стал инспектором 3-й армии, 24 августа 1935 года вошёл в состав Высшего военного совета (Yüksek Askeri Şura). 30 июля 1937 года вышел в отставку.
После отставки занялся политической деятельностью: избирался депутатом Великого национального собрания от ила Коджаэли V (прошёл в результате дополнительных выборов) и VI созывов. Умер в Стамбуле. Владел, помимо турецкого, английским, французским, арабским и абхазским языками.